# Ортов облак
Ортов облак (или Орт-Опиков облак) је претпостављени сферни облак комета који се налази на спољној граници Сунчевог система на раздаљини од 2000 до 100.000 АЈ од Сунца. Ово значи да се налази на четвртини удаљености до Проксиме Кентаури, најближе звезде Сунцу. Спољне границе Ортовог облака представљају космолошке границе Сунчевог система и област гравитационе доминације Сунца.
Сматра се да Ортов облак обухвата два одвојена дела: сферни спољни Ортов облак и унутрашњи Ортов облак у облику диска. Објекти у Ортовом облаку се углавном састоје од леда, као што су водени, амонијаков и метански лед. Астрономи верују да се материја која сачињава Ортов облак формирала ближе Сунцу и да је расута дубоко у свемир услед деловања гравитационих дејстава великих планета у раној еволуцији Сунчевог система.
Иако нема потврђених директних посматрања, астрономи верују да је Ортов облак извор свих дугопериодичних и комета Халејевог типа, као и многих кентаура, али и комета Јупитеровог типа. Спољни Ортов облак је само делимично везан за Сунчев систем, и због тога лако пада под гравитациони утицај, како пролазећих звезда, тако и галаксије Млечни пут саме. Ове силе повремено избаце комете из својих орбита унутар облака и пошаљу их ка унутрашњем Сунчевом систему. Судећи по њиховим орбитама, већина краткопериодичних комета вероватно потиче од расејаног диска, али неке можда потичу и од Ортовог облака. Иако су Којперов појас и расејани диск посматрани и мапирани, само четири тренутно позната објекта иза орбите Нептуна—90377 Sedna, 2000 CR105, 2006 SQ372, и 2008 KV42— сматрају се могућим члановима унутрашњег дела Ортовог облака.

## Хипотеза
А. Лејшнер је 1907. године предложио да многе комете за које се сматра да имају параболичне орбите, и да стога чине појединачне посете соларном систему, заправо имају елиптичне орбите и да ће се вратити након веома дугих периода. Године 1932, естонски астроном Ернст Опик изнео је претпоставку да дугопериодичне комете потичу од орбитирајућег облака на крајњој граници Сунчевог система. Холанђанин Јан Хендрик Орт развио је ову претпоставку и поставио хипотезу о постојању облака на основу посматрања орбиталних карактеристика дугопериодичних комета. Идеја се заснива на чињеници да проласком крај Сунца комете губе део своје масе, тако да им је век ограничен на свега десетак хиљада пролазака. С обзиром на то да неке комете имају врло кратке периоде (Халејева комета – 76 година), а да су честа појава, те, кад се то упореди са старошћу Сунчевог система (око четири и по милијарде година), онда мора постојати неки извор комета у простору на рубу Сунчевог система.
Према Ортовој хипотези, облак се налази на 50.000 АЈ од Сунца, а протеже се и до 200.000 АЈ далеко у свемир. Ипак модерне процене говоре да је унутрашња граница Ортовог облака на 2000-5000 АЈ, а процене за спољну границу иду од 50000 АЈ па све до 200000 АЈ, што је половина пута до најближе звезде. Претпоставља се да се састоји од око 500 милијарди кометних језгара која су потпуно залеђена због слабе радијације Сунца на тој удаљености. С обзиром на то да је облак огромних димензија и поред великог броја комета, језгра комета су међусобно удаљена десетинама милиона километара. Укупна маса материје у Ортовом облаку је око 40 Земљиних маса (неке процене иду и до 100). Гравитација Сунца је слаба, тако да на кретање тела у Ортовом облаку утичу суседне звезде. Спољни гравитациони утицаји лако избаце језгро комете из облака и усмере га ка унутрашњости Сунчевог система. Осим оближњих звезда велики утицај на кретање језгара комета могу имати и велики облаци молекуларног водоника од којег настају нове звезде и њихови системи, а који наилазе у просеку једном у 300-500 милиона година, као и галактичке плимне силе које су последица различите удаљености Сунца и комета од средишта Млечног пута. Ове силе могу избацити језгра комета из Ортовог облака у међузвездани простор или их обрушити ка Сунцу. Из тог разлога Ортов облак је извор дугопериодичних комета.
С обзиром на удаљеност од Земље, ни најсавременији телескопи нису успели да сниме тела у Ортовом облаку, мада постоје неки објекти који су кандидати да се сврстају у објекте Ортовог облака, јер када су најудаљенији од Сунца улазе у зону облака.

## Структура и композиција
Сматра се да Ортов облак заузима огроман простор од негде између 2.000 и 5.000 au (0,03 и 0,08 ly) до чак 50.000 au (0,79 ly) од Сунца. Према неким проценама, спољна граница је између 100.000 и 200.000 au (1,58 и 3,16 ly). Регион се може поделити на сферни спољашњи Ортов облак од 20.000—50.000 au (0,32—0,79 ly) и унутрашњи Ортов облак у облику торуса од 2.000—20.000 au (0,03—0,32 ly). Спољни облак је само слабо везан за Сунце и снабдева дугопериодичне комете (и вероватно оне Халејевог типа) унутар орбите Нептуна. Унутрашњи Ортов облак је такође познат као Хилсов облак, назван по Џеку Г. Хилсу, који је предложио његово постојање 1981. године. Модели предвиђају да би унутрашњи облак требало да има десетине или стотине пута више кометних језгара од спољашњег ореола; он се сматра могућим извором нових комета за снабдевање танког спољашњег облака као и потоња заступљеност се постепено исцрпљује. Хилов облак објашњава наставак постојања Ортовог облака након милијарди година.
Спољни Ортов облак може имати трилионе објеката већих од 1 km (0,62 mi), и милијарде са апсолутним магнитудама светлијим од 11 (што одговара пречнику од приближно 20 km (12 mi)), са суседним објектима десетине милиона километара један од другог. Његова укупна маса није позната, али, под претпоставком да је Hалејева комета погодан прототип за комете унутар спољашњег Ортовог облака, укупна маса је отприлике 3×1025 kg (6,6×1025 lb), или пет пута већа од Земљине. Раније се сматрало да је масивнији (до 380 Земљиних маса), али је побољшано знање о дистрибуцији величине дугопериодичних комета довело до нижих процена. Нису објављене процене масе унутрашњег Ортовог облака.
Ако су анализе комета репрезентативне за целину, велика већина објеката Ортовог облака састоји се од леда као што су вода, метан, етан, угљен моноксид и цијановодоник. Међутим, откриће објекта 1996 PW, објекта чији је изглед био конзистентан са астероидом типа Д у орбити типичној за комету дугог периода, подстакло је теоријска истраживања која сугеришу да се популација Ортових облака састоји од отприлике један до два процента астероида. Анализа односа изотопа угљеника и азота у кометама дугог периода и комета породице Јупитер показује малу разлику између њих, упркос њиховим вероватно веома одвојеним регионима порекла. Ово сугерише да оба потичу из оригиналног протосоларног облака, што је закључак који је такође подржан студијама величине гранула у кометама Ортовог облака и недавном студијом утицаја комете из породице Јупитер Темпел 1.

## Literatura
- Arnett, Bill (март 2007). „The Kuiper Belt and The Oort Cloud”. Nine Planets.
- Matthews, R. A. J. (1994). „The close approach of stars in the solar neighbourhood”. Quarterly Journal of the Royal Astronomical Society. 35: 1. Bibcode:1994QJRAS..35....1M.
- Brasser, R.; Schwamb, M. E. (2015). „Re-assessing the formation of the inner Oort cloud in an embedded star cluster - II. Probing the inner edge”. Monthly Notices of the Royal Astronomical Society. 446 (4): 3788. Bibcode:2015MNRAS.446.3788B. arXiv:1411.1844 . doi:10.1093/mnras/stu2374.